# Хердлинг, Кай
Кай Хердлинг (нем. Kai Herdling; род. 27 июня 1984, Гейдельберг, Баден-Вюртемберг) — немецкий футболист, полузащитник.

## Карьера
Хердлинг пришёл в «Хоффенхайм» в 2002 году, когда «синие» выступали в Региональной лиге «Юг». Дебютировал за команду 14 сентября 2002 года в выездном матче 10-го тура против «Аалена», проигранным со счётом 2:4, где на 80-й минуте заменил Андреаса Габера. В своём первом сезоне сыграл восемь матчей и забил пять мячей. В следующие два сезона являлся игроком основного состава. В дальнейшем потерял место в составе. Стал играть во второй команде. Регулярно попадал в заявку первой команды, но выходил на поле лишь на редкие замены.
Перед сезоном 2008/09, когда «Хоффенхайм» дебютировал в Бундеслиге, Хердлингу было предложено покинуть команду и он решил перейти в мангеймский «Вальдхоф», игравший Региональной лиге «Юг». Но, после того как в 14-ти матчах первой части сезона он забил 10 мячей, «Хоффенхайм» вернул его во время зимнего трансферного окна.
7 марта 2010 года Хердлинг дебютировал в Бундеслиге в домашнем матче 25-го тура против «Майнца», который был проигран хозяевами со счётом 0:1, на 73-й минуте заменив Тобиаса Вайса.
16 апреля 2012 года Хердлинг был взят в аренду клубом MLS «Филадельфия Юнион» сроком до июня с опцией продления до 31 декабря. В американской лиге дебютировал 28 апреля в матче против «Сан-Хосе Эртквейкс». 19 июня «Филадельфия Юнион» вернул Хердлинга «Хоффенхайму».
В мае 2016 года Хердлинг завершил игровую карьеру, не появившись ни разу на поле в сезоне 2015/16 из-за хронической травмы колена.
9 июня 2020 года, после того как главный тренер «Хоффенхайма» Алфред Схрёдер был уволен, руководить клубом в оставшихся четырёх матчах сезона 2019/20 было поручено коллективу тренеров, куда вошёл и Хердлинг. Тренерский квинтет выиграл три из четырёх матчей и закончил сезон на шестом месте, что позволило клубу напрямую попасть в Лигу Европы.